# Tynanthus micranthus
Tynanthus micranthus là một loài thực vật có hoa trong họ Chùm ớt. Loài này được Corr.Méllo ex K.Schum. miêu tả khoa học đầu tiên năm 1894.